# 톡사원증
톡사원증은 카카오가 제공하는 서비스이다. 2024년 7월 15일에 서비스를 시작했다. 톡사원증은 카카오톡 지갑에서 발급 및 보관할 수 있는 직장 인증 서비스다. 카카오톡에서 쉽고 간편하게 이용자의 재직 및 경력을 증명할 수 있는 것이 특징이며, 온라인과 오프라인에서 직장 인증 수단으로 활용할 수 있다.

## 톡사원증 발급 방법
톡사원증 발급을 원하는 이용자는 카카오톡 지갑 내 디지털 카드 메뉴에서 톡사원증 발급하기를 진행하면 된다. 전자증명서 서비스에서 '국민연금 가입자 가입증명서'가 발급 되고, 카카오 인증서로 본인인증을 거치면 톡사원증을 발급받을 수 있다.

## 서비스 주요 혜택
톡사원증을 발급받으면, 카카오와 제휴된 온/오프라인 서비스에서 소유한 카드의 인증을 거친 후에 다양한 혜택을 받을 수 있다. 전용 혜택 페이지에서 정보 확인할 수 있다. 톡디지털카드 혜택보기

## 상위 서비스
- 톡디지털카드

## 톡디지털카드 서비스에 속한 카드들
- 톡사원증
- 톡학생증
- 국가기술자격증
- 내차인증카드
- 환자카드